# Теорема Тёплица
Теорема Тёплица (Сильвермана — Тёплица) — результат математического анализа, позволяющий устанавливать на основании сходимости произвольной последовательности {\displaystyle z_{n}} сходимость последовательностей взвешенных сумм этой последовательности. Применяется, например, для определения регулярности методов суммирования расходящихся рядов.
Формулируется для бесконечного треугольника комплексных чисел (весов) {\displaystyle a_{i,j}}, {\displaystyle j\leqslant i}:
| {\displaystyle a_{1,1}} |                         |                         |                         |                         |                         |
| ----------------------- | ----------------------- | ----------------------- | ----------------------- | ----------------------- | ----------------------- |
| {\displaystyle a_{2,1}} | {\displaystyle a_{2,2}} |                         |                         |                         |                         |
| {\displaystyle a_{3,1}} | {\displaystyle a_{3,2}} | {\displaystyle a_{3,3}} |                         |                         |                         |
| {\displaystyle \ldots } | {\displaystyle \ldots } | {\displaystyle \ldots } | {\displaystyle \ldots } |                         |                         |
| {\displaystyle a_{n,1}} | {\displaystyle a_{n,2}} | {\displaystyle a_{n,3}} | {\displaystyle \ldots } | {\displaystyle a_{n,n}} |                         |
| {\displaystyle \ldots } | {\displaystyle \ldots } | {\displaystyle \ldots } | {\displaystyle \ldots } | {\displaystyle \ldots } | {\displaystyle \ldots } |
элементы которого удовлетворяют следующим условиям:
- элементы по столбцам сходятся к нулю: для всякого фиксированного {\displaystyle j\in \mathbb {N} } выполняется {\displaystyle \lim _{i\to \infty }{a_{i,j}}=0};
- множество сумм модулей элементов по строкам ограничено: {\displaystyle M=\sup _{i\in \mathbb {N} }\left\{\sum _{j=1}^{i}{\left|a_{i,j}\right|}\right\}<\infty };

если последовательность комплексных чисел {\displaystyle z_{n}} сходится к {\displaystyle \lim _{n\to \infty }z_{n}=z_{\infty }}, то для {\displaystyle S_{n}} — последовательности сумм элементов {\displaystyle z_{n}}, взвешенных числами треугольника: {\displaystyle S_{n}=\sum _{m=1}^{n}{\left(a_{n,m}z_{n}\right)}} выполнено:
- если {\displaystyle \lim _{n\to \infty }z_{n}=z_{\infty }=0}, тогда {\displaystyle \lim _{n\to \infty }{S_{n}}=0};
- если {\displaystyle \lim _{n\to \infty }z_{n}=z_{\infty }\neq 0} и {\displaystyle \lim _{i\to \infty }\sum _{j=1}^{i}a_{i,j}=1}, то {\displaystyle \lim _{n\to \infty }{S_{n}}=z_{\infty }}.

## Частные случаи
Последовательность средних арифметических: при выборе {\displaystyle a_{i,j}={\frac {1}{i}}} из {\displaystyle \lim _{n\to \infty }z_{n}=z_{\infty }} следует, что последовательность средних арифметических этой последовательности {\displaystyle S_{n}={\frac {1}{n}}\sum _{m=1}^{n}{z_{n}}} сходится и имеет тот же предел. Это подтверждает регулярность метода Чезаро суммирования последовательностей.
Последовательность средних гармонических: для последовательности {\displaystyle z_{n}}, сходящейся к {\displaystyle \lim _{n\to \infty }z_{n}=z_{\infty }\neq 0} и не содержащей нулей, определяя последовательность средних геометрических {\displaystyle S_{n}={\frac {n}{{\frac {1}{\left|z_{1}\right|}}+{\frac {1}{\left|z_{2}\right|}}+\ldots +{\frac {1}{\left|z_{n}\right|}}}}} и выбирая в теореме Тёплица веса, равными {\displaystyle a_{i,j}={\frac {1}{\left|z_{j}\right|}}\cdot {\frac {1}{{\frac {1}{\left|z_{1}\right|}}+{\frac {1}{\left|z_{2}\right|}}+\ldots +{\frac {1}{\left|z_{i}\right|}}}}>0}, получается:
{\displaystyle \sum _{j=1}^{i}a_{i,j}={\frac {1}{{\frac {1}{\left|z_{1}\right|}}+{\frac {1}{\left|z_{2}\right|}}+\ldots +{\frac {1}{\left|z_{i}\right|}}}}\cdot \sum _{j=1}^{i}{\frac {1}{\left|z_{j}\right|}}=1}
для натуральных {\displaystyle i\in \mathbb {N} }, а также:
{\displaystyle \lim _{j\to \infty }{\frac {1}{\left|z_{j}\right|}}={\frac {1}{\left|z_{\infty }\right|}}\neq 0},
а потому знакопостоянный ряд {\displaystyle {\frac {1}{\left|z_{1}\right|}}+{\frac {1}{\left|z_{2}\right|}}+\ldots +{\frac {1}{\left|z_{i}\right|}}+\ldots } расходится и {\displaystyle \lim _{i\to \infty }{a_{i,j}}=0}. Следовательно, условия теоремы Тёплица выполняются, и имеет место:
{\displaystyle \lim _{n\to \infty }{S_{n}}=\lim _{n\to \infty }\sum _{m=1}^{n}{\left(a_{n,m}\left|z_{n}\right|\right)}=z_{\infty }}.
Теорема Штольца может быть рассмотрена как частный случай теоремы Тёплица, если её применить к вещественнозначной последовательности {\displaystyle z_{n}={\frac {x_{n}-x_{n-1}}{y_{n}-y_{n-1}}}}, где также {\displaystyle x_{n}\in \mathbb {R} } и {\displaystyle y_{n}\in \mathbb {R} }, с выбором весов {\displaystyle a_{i,j}={\frac {y_{j}-y_{j-1}}{y_{i}}}}, в таком случае получается {\displaystyle S_{n}={\frac {x_{n}-x_{1}}{y_{n}}}}.